# Едгар Лорънс Доктороу
Едгар Лорънс Доктороу (на английски: Edgar Laurence Doctorow; 1931 – 2015) е съвременен американски писател, автор на романи, повести, разкази и есета

## Биография
Роден е в нюйоркския район Бронкс, в семейството на руски евреи имигранти. В Бронкс той прекарва своето детство (през годините на Голямата депресия). По-късно детските му спомени ще се отразят в едни от най-значителните му творби. Завършва блестящо образованието си в Кениън Колидж, Охайо и през 1952 г. постъпва в Колумбийския университет. Следва военна служба, която отбива в Германия. След казармата става сценарист в „Калъмбия пикчърс“, работи като редактор в „Ню америкън лайбръри“ и „Дайъл нюз“. След като някои от книгите му се превръщат в бестселъри, минава на свободна практика. Носител е на множество литературни награди в различни периоди от творческата си биография.

## Творчество
В творчеството си Доктороу обхваща многообразни и многопластови социални проблеми. Съчетава исторически факти с реални и по-рядко измислени личности. В едно от своите интервюта Доктороу заявява, че за него сюжетът остава на втори план за сметка на „моментната снимка“ на дадено събитие или период. Още първите му творби са добре приети от широката публика и специалистите, но истинска слава му донася романът „Рагтайм“.
В „Рагтайм“ се преплитат няколко основни сюжетни линии, които имат в повечето случаи твърде косвена връзка помежду си. Историческата документалистика се съчетава с художествената измислица. В произведението присъстват реални герои от началото на 20 век – Хенри Форд, Дж. П. Морган, Хари Худини, Теодор Драйзър, Ема Голдман, Зигмунд Фройд, чиито съдби по един или друг начин тясно се преплитат със съдбите на обикновените хора – литературни герои, измислени от автора. Така се получава своеобразен паноптикум, поредица от картини, характеризиращи епохата.
По подобен начин са изобразени и други исторически периоди – Голямата депресия – „Езерото на гмурците“, „Световното изложение“, животът в Бронкс – „Били Батгейт“, както и съвременният свят – „Жития на поети“.
Известен като литературен есеист (пише обширни очерци за Джек Лондон и Ърнест Хемингуей), той се спира и на актуалните социални и политически проблеми. Става един от най-големите критици на политиката на президента Джордж Уокър Буш.

## Кино
Първата екранизация на роман на Доктороу в киното е на „Добре дошли в лошите времена“ (1967). Сред най-забележителните кинофилми, направени по творби на автора са „Рагтайм“ – режисьор Милош Форман (1981), и „Били Батгейт“ – режисьор Робърт Бентън, с участието на Дъстин Хофман, Никол Кидман, Лорън Дийн, Брус Уилис.

## Произведения
- Welcome to Hard Times (1960)
- Big As Life (1966)
- The Songs of Billy Bathgate (1968)
- The Book of Daniel (1971)
- Ragtime (1975)
Рагтайм, изд.: „Хр. Г. Данов“, Пловдив (1978, 1979), изд. „Mediasat“ (2005), прев. Людмила Колечкова
- Drinks Before Dinner (1979)
- Loon Lake (1980)
Езерото на Гмурците, изд.: „Народна култура“, София (1982), изд.: „Унискорп“, София (2006), прев. Людмила Колечкова
- American Anthem (1982)
- Lives of the Poets: Six Stories and a Novella (1984)
Жития на поети: Шест разказа и новела, изд.: „Народна култура“, София (1989), прев. Иглика Василева, Харалампи Аничкин
- World's Fair (1985)
Световно изложение, изд.: „Народна култура“, София (1989), прев. Иглика Василева, Харалампи Аничкин
- Billy Bathgate (1989)
Били Батгейт, изд.: ИК „Парадокс“, София (1994), прев. Иглика Василева
- The Waterworks (1994)
Призраци в Ню Йорк, изд.: ИК „Хемус“, София (1997), прев. Иглика Василева
- City of God (2000)
- Reporting the Universe (2003)
- Sweet Land Stories (2004)
- The March (2005)
- Creationists: Selected Essays 1993 – 2006 (2006)
- Homer & Langley (2009)
Хомър и Лангли, изд. „Алтера“ (2010), прев. Иглика Василева
- Andrew's Brain (2014)
Мозъкът на Андрю, изд.: ИК „Изток-Запад“, София (2017), прев. Милена Попова

### Екранизации
- 1967 Welcome to Hard Times
- 1981 Ragtime
- 1983 Daniel – по „The Book of Daniel“
- 1991 Billy Bathgate
- 2008 Jolene – по „Jolene: A Life“